# Lucy Sibbick
Lucy Sibbick é uma maquiadora britânica. Foi indicada ao Oscar de melhor maquiagem e penteados na edição de 2018 pelo trabalho na obra Darkest Hour, ao lado de Kazuhiro Tsuji e David Malinowski.